# Мовілень (комуна, Галац)
Мовілень, Мовілені (рум. Movileni) — комуна у повіті Галац в Румунії. До складу комуни входить єдине село Мовілень.
Комуна розташована на відстані 178 км на північний схід від Бухареста, 63 км на північний захід від Галаца, 137 км на схід від Брашова.

## Населення
За даними перепису населення 2002 року у комуні проживали 3336 осіб.
Національний склад населення комуни:
| Національність   | Кількість осіб | Відсоток |
| ---------------- | -------------- | -------- |
| румуни           | 2973           | 89,1%    |
| цигани           | 360            | 10,8%    |
| угорці           | 2              | 0,1%     |
| росіяни-липовани | 1              | < 0,1%   |

Рідною мовою назвали:
| Мова      | Кількість осіб | Відсоток |
| --------- | -------------- | -------- |
| румунська | 3325           | 99,7%    |
| циганська | 10             | 0,3%     |
| російська | 1              | < 0,1%   |

Склад населення комуни за віросповіданням:
| Релігія       | Кількість осіб | Відсоток |
| ------------- | -------------- | -------- |
| православні   | 3303           | 99,0%    |
| п'ятдесятники | 26             | 0,8%     |
| римо-католики | 3              | 0,1%     |
| адвентисти    | 3              | 0,1%     |
| реформати     | 1              | < 0,1%   |

## Зовнішні посилання
- Дані про комуну Мовілень на сайті Ghidul Primăriilor [Архівовано 8 жовтня 2012 у Wayback Machine.]